# バーバラ・フェレル
バーバラ・フェレル （Barbara Ferrell、1947年7月28日 - ）は、アメリカ合衆国出身の陸上競技選手。100mを中心に活躍した選手で、1968年メキシコシティーオリンピックでは、同僚のワイオミア・タイアスに次いで銀メダルを獲得。さらに、タイアスと、マーガレット・ベイルズ、ミルドレッド・ネッターとともに出場した4×100mリレーでは金メダルを獲得した。